# Golzow (Potsdam-Mittelmark)
Golzow é um município da Alemanha, situado no distrito de Potsdam-Mittelmark, no estado de Brandemburgo. Tem 39,97 km² de área, e sua população em 2019 foi estimada em 1.345 habitantes.